# Gavril Dejeu
Gavril Dejeu (Poieni (district Cluj), 11 september 1932) is een Roemeens politicus.
Gavril Dejeu was lid van de Nationale Boerenpartij - Christendemocraten (PNȚ-CD). Hij was minister van Binnenlandse Zaken in het kabinet onder Victor Ciorbea (12 december 1996 - 30 maart 1998) en volgde op 30 maart 1998 zijn partijgenoot op als premier, die als gevolg van een conflict met partijvoorzitter Ion Diaconescu van de PNȚ-CD was afgetreden. Gavril Dejeu was interim-premier en werd op 15 april 1998 opgevolgd door Radu Vasile (PNȚ-CD).